# La Compagnie
Dreamjet SAS, más conocida como La Compagnie (IATA: B0, OACI: DJT, e indicativo DREAMJET),  es una aerolínea comercial y chárter francesa fundada en 2013 por Frantz Yvelin. Ofrece vuelos únicamente en clase business entre Europa y el aeropuerto internacional Libertad de Newark.
El objetivo de la compañía es proporcionar un nivel excepcional de confort y atención personalizada a bordo del Airbus A321neo. Se dirige principalmente a viajeros de negocios.

## Historia
La aerolínea operó inicialmente un Boeing 757-200 en el primer vuelo comercial en julio de 2014. En 2016 anunció planes para renovar y ampliar su flota con aviones Airbus A321neo. Después de un período de parón debido a la pandemia de Covid-19, La Compagnie reanudó sus operaciones en junio de 2021 y se volvió rentable por primera vez en 2022.
A principios de este año se encargaron dos aviones Airbus A321XLR debido al aumento de la demanda de pasajeros.

## Destinos
Los vuelos de La Compagnie se operan desde el aeropuerto de París-Orly.
| Países         | Destinos | Aeropuertos                                 | Notas                 |
| Europa         | Europa   | Europa                                      | Europa                |
| -------------- | -------- | ------------------------------------------- | --------------------- |
| Francia        | Niza     | Aeropuerto de Niza-Costa Azul               | Estacional            |
| Francia        | París    | Aeropuerto de París-Orly                    | Centro de operaciones |
| Italia         | Milán    | Aeropuerto de Milán-Malpensa                | Base                  |
| Norteamérica   |          |                                             |                       |
| Estados Unidos | Newark   | Aeropuerto Internacional Libertad de Newark |                       |

## Flota

### Flota actual
A agosto de 2024, la flota de la aerolínea consiste en las siguientes aeronaves.
| Avión          | En servicio | Pedidos | Pasajeros (sólo clase ejecutiva)                | Matrículas                                      | Antigüedad                                      | Notas                                           |
| -------------- | ----------- | ------- | ----------------------------------------------- | ----------------------------------------------- | ----------------------------------------------- | ----------------------------------------------- |
| Airbus A321neo | 2           | —       | 76                                              | F-HBUZ                                          | 5,2 años                                        | Arrendados a AerCap.                            |
| Airbus A321neo | 2           | —       | 76                                              | F-HNCO                                          | 4,9 años                                        | Arrendados a AerCap.                            |
| Airbus A321XLR | —           | 2       | TBA                                             | —                                               | —                                               | Entregas a partir de 2024.                      |
| Total          | 2           | 2       | Edad media de la flota (agosto de 2023): 5 años | Edad media de la flota (agosto de 2023): 5 años | Edad media de la flota (agosto de 2023): 5 años | Edad media de la flota (agosto de 2023): 5 años |

### Flota histórica
| Aeronaves      | Total | Introducido | Retirado | Matrículas      |
| -------------- | ----- | ----------- | -------- | --------------- |
| Boeing 757-200 | 2     | 2014        | 2019     | F-HCIE y F-HTAG |